# Steptoe Butte
Steptoe Butte est une île de quartzite faisant saillie dans le lœss limoneux des collines de Palouse, dans le comté de Whitman, dans l'État de Washington, au nord-ouest des États-Unis. La butte, haute de 1 101 m est préservée sous le nom de Steptoe Butte State Park, un parc public et zone de loisirs de 61 ha  situé à 19 km  au nord de Colfax.
Steptoe Butte et Kamiak Butte à proximité comprennent le site naturel national de Steptoe et Kamiak Buttes. Ce site de 463 ha, constitué en 1965, comprend des terres appartenant à l'État et au comté.

## Géologie
La roche qui forme la butte a plus de 400 millions d'années, contrairement aux basaltes du fleuve Columbia vieux de 15 à 7 millions d'années qui sous-tendent le reste de la Palouse. Steptoe Butte est devenue un archétype, car les saillies isolées du substrat rocheux, telles que les sommets des collines ou des montagnes, dans les coulées de lave sont désormais appelées « steptoes ». Steptoe et Kamiak Buttes sont des valeurs aberrantes des montagnes Coeur d'Alene de l'Idaho.
- Altitude : 1 101 m au-dessus du niveau de la mer, à environ 300 m au-dessus de la campagne environnante (proéminence).
- Visibilité : jusqu'à 110–160 km. Le mont Spokane est facilement visible, à 110 km au nord[3].

## Histoire

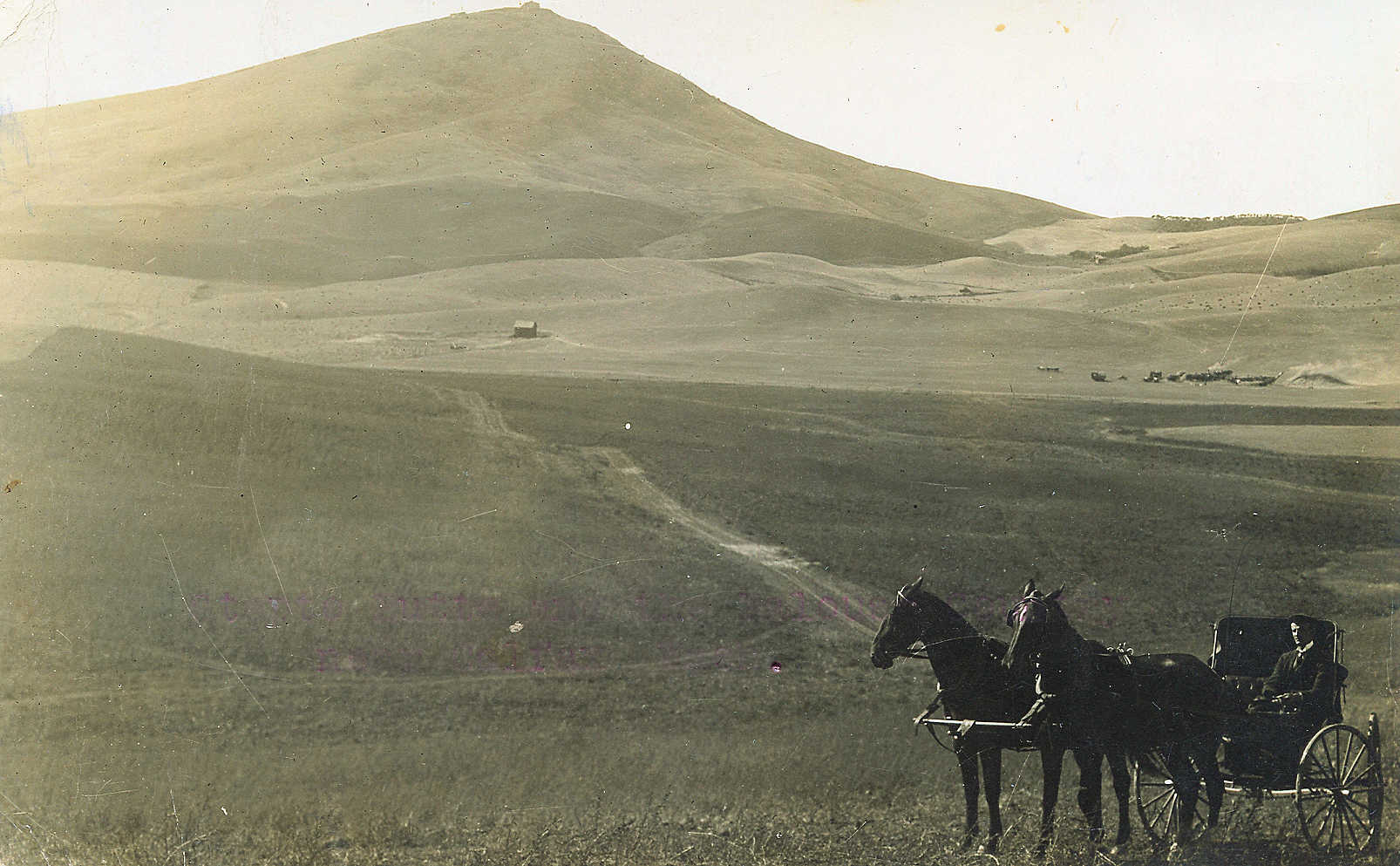
La butte, vers 1910.

La butte porte le nom du colonel Edward Steptoe. Un hôtel construit par James S. "Cashup" Davis se dressait au sommet de la butte de 1888 à 1908, avant qu'il soit incendié en 1911. En 1946, Virgil McCroskey a fait don de 49 ha de terrain pour former le parc, qui a ensuite été augmenté à plus de 61 ha. Les parties est, sud et ouest de la butte ont été achetées en 2016 par deux couples, Kent et Elaine Bassett, ainsi que Ray et Joan Folwell. Les propriétaires prévoyaient de protéger leurs 177 ha de terres issues du développement, pour ensuite en faire don à l'État. Ce plan s'est concrétisé lorsqu'ils ont vendu le terrain au Département des ressources naturelles de l'État de Washington en décembre 2021.

Steptoe Butte
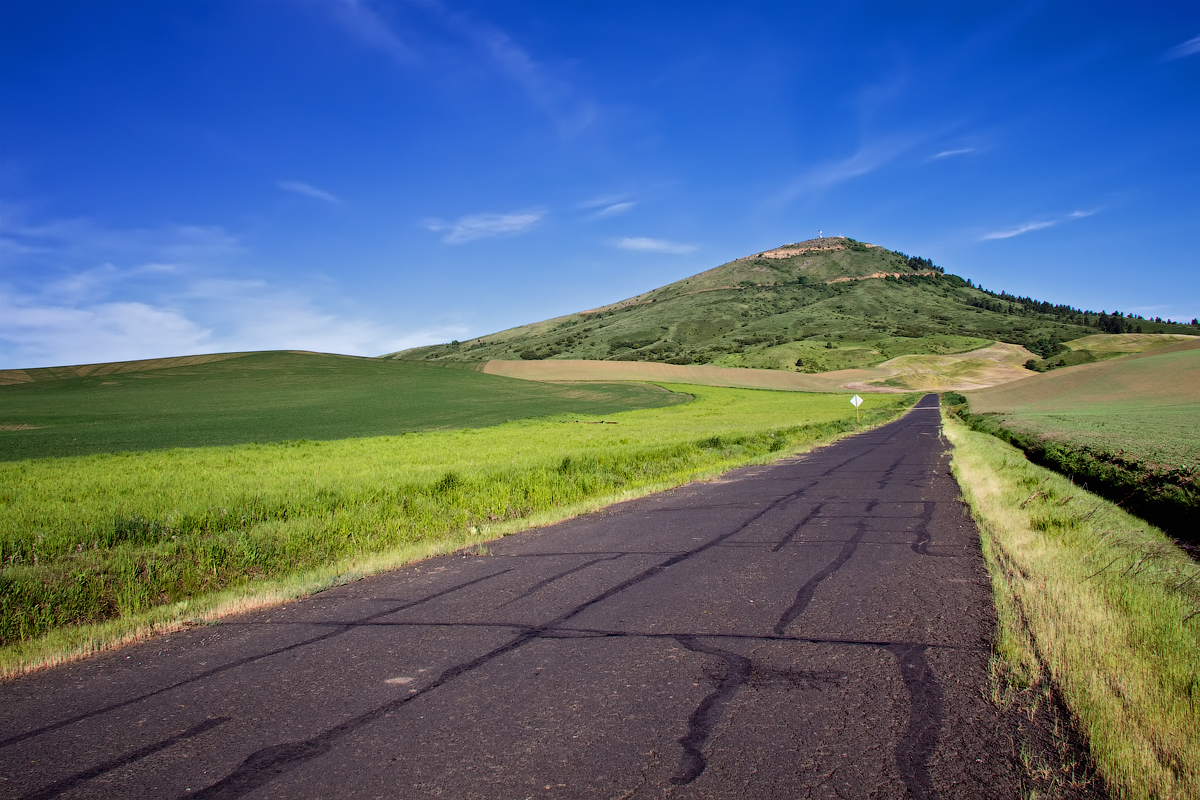
Une route pavée emmène les visiteurs au sommet du parc
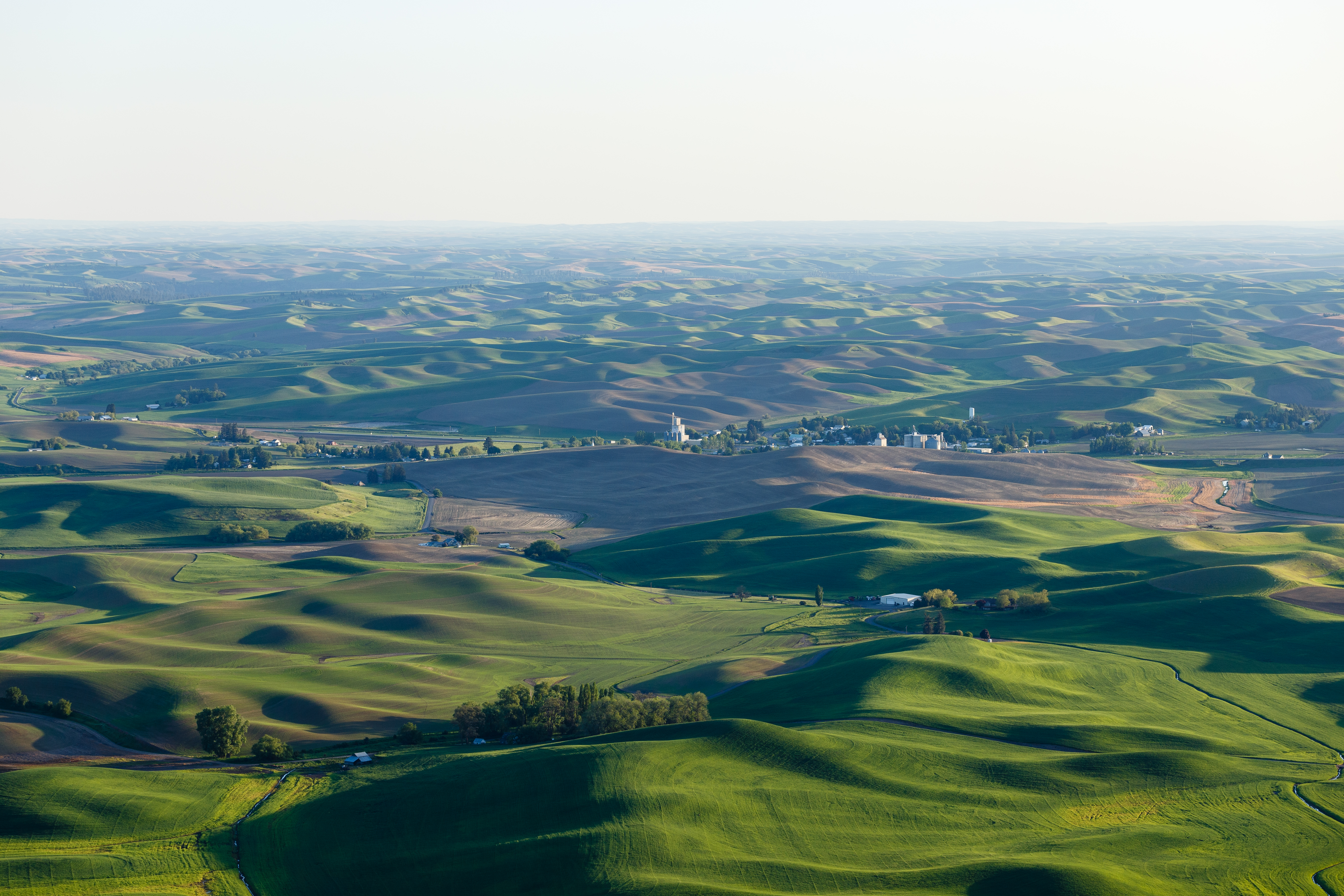
Le sommet de Steptoe Butte offre une vue panoramique sur les terres agricoles de Palouse, vues ici à la fin du printemps.
Vue panoramique un soir de printemps